# Jonas Reinhold Troselius
Jonas Reinhold Troselius, född 1783 i Södermanland, död 1852 i Forsvik, Undenäs socken., var en svensk godsägare och brukspatron.
År 1842 ägde han Forsviks bruk, efter att ha köpt upp bruket av Wollrath Thams släktingar. Tidigare var han också godsägare av Kårtorps säteri i Kinne-Vedum, Kinnekulle. Under Troselius tid som ägare av Forsviks bruk lät han uppföra en ny manbyggnad på Forsviks herrgård och han effektiviserade tillverkningen av stångjärnet.